# Guten Morgen Düsseldorf
Die österreichische Vorentscheidung zum Eurovision Song Contest 2011 wurde in einem mehrphasigen Casting unter dem Titel Guten Morgen Düsseldorf veranstaltet. Das Finale Düsseldorf wir kommen! – Wer fährt zum Song Contest war am 25. Februar 2011 auf ORF eins zu sehen. Nadine Beiler gewann das Casting und vertrat Österreich beim Eurovision Song Contest 2011, bei dem sie den 18. Platz erreichte.

## Format

### Konzept
Einige Wochen nach dem Eurovision Song Contest 2010 entschied der Österreichische Rundfunk, dass Österreich 2011 wieder am Eurovision Song Contest teilnehmen wird.
Mitte Oktober 2010 gab man ein Konzept bekannt, wie ein Kandidat gefunden werden soll.
In der ersten Phase suchte der Radiosender Ö3 unter dem Titel Guten Morgen Düsseldorf! zwischen Ende Oktober 2010 und Anfang Dezember nach möglichen Vertretern, gleichzeitig sollte die parallel laufende Castingshow Helden von morgen eine Rolle spielen. Jeder Musiker, der mehr als 32 Unterstützer für seine Kandidatur fand, konnte bis 10. Dezember 2010 nominiert werden.
Aus diesen rund 200 Nominierungen wählte Ö3 30 Kandidaten aus. Per SMS-Voting und gleichzeitigem Jury-Entscheid ab 3. Jänner 2011 wurden die besten zehn Bewerbungen ausgesucht, die am 25. Februar 2011 in einer Liveshow auf ORF eins präsentiert wurden.

## Entscheidung

### Phase 1: Nominierung
Zum Internetvoting wurden bekannte Musiker wie die Starmania-Gewinner Oliver Wimmer und Nadine Beiler, die Teilnehmer des Ö3 Soundcheck Leo Aberer und Eva K. Anderson sowie die Mundartmusiker Bluatschink und Holstuonarmusigbigbandclub nominiert. Außerdem nahmen ehemalige Teilnehmer wie etwa Waterloo, Robinson und Alf Poier teil. Aus der Show Helden von morgen kamen erwartungsgemäß ebenfalls einige Bewerbungen. Nachdem die Bewerber bekanntgegeben worden waren, mussten diese bis Mitte Dezember ihr Lied für den Song Contest bei den Verantwortlichen von Ö3 vorstellen, ansonsten war ein Weiterkommen in das SMS-Voting nicht möglich. Als die Fachjury die 30 Teilnehmer am SMS-Voting festlegte, wurden daher auch einige prominente Namen nicht berücksichtigt. Die Band Holstuonarmusigbigbandclub gab an, sich trotz der Nominierung durch Fans gegen ein Antreten entschieden zu haben.
Es bestand die Möglichkeit, auch einzelne Lieder zu nominieren. Wie diese allerdings in die Vorentscheidung eingebracht werden sollten, wurde nicht bekanntgegeben. Schließlich wurden diese Bestrebungen aufgegeben.

### Phase 2: SMS-Voting
Folgende Kandidaten wurden im Rahmen der Radiosendung Ö3-Wecker unter dem Titel „Guten Morgen Düsseldorf – Der Ö3-Wecker rockt den Song Contest“ vorgestellt und konnten von den Hörern im Jänner 2011 per SMS gewählt werden. Zu Beginn dieser Phase hinterlegte die Jury ihre Reihung der Kandidaten. Inklusive der Jury-Wertung konnten sich die ersten zehn Künstler für die Live-Show, am 25. Februar 2011, qualifizieren. Dabei wurde die Wertung des SMS-Votings von Platz 1 bis Platz 30 und das Voting der Jury Platz 1 bis Platz 30 addiert. Die 10 Kandidaten mit den wenigsten Punkten haben sich somit qualifiziert. Bei Gleichstand wurde das Voting des Publikums höher bewertet.
| Platz | Startnr. | Interpret                                 | Lied                            | Jury Platz | Zuschauer Platz | Gesamt |
| ----- | -------- | ----------------------------------------- | ------------------------------- | ---------- | --------------- | ------ |
| 01.   | 30       | Klimmstein feat. Joe Sumner               | Paris, Paris                    | 1          | 7               | 8      |
| 02.   | 02       | Nadine Beiler                             | The Secret Is Love              | 3          | 9               | 12     |
| 03.   | 07       | Richard Klein                             | Bigger, better, best            | 2          | 10              | 12     |
| 04.   | 03       | Leo Aberer & Patricia Kaiser              | There Will Never Be Another You | 14         | 1               | 15     |
| 05.   | 26       | Trackshittaz                              | Oida taunz!                     | 12         | 2               | 14     |
| 06.   | 06       | Alkbottle                                 | Wir san do ned zum Spaß         | 13         | 4               | 17     |
| 07.   | 01       | Eva K. Anderson                           | I Will Be Here                  | 5          | 13              | 18     |
| 08.   | 29       | bandWG                                    | 10 Sekunden Glück               | 15         | 5               | 20     |
| 09.   | 04       | Oliver Wimmer                             | Let Love Kick In                | 7          | 14              | 21     |
| 10.   | 16       | Charlee                                   | Good To Be Bad                  | 10         | 12              | 22     |
| 11.   | 05       | Excuse Me Moses                           | Way Out                         | 6          | 16              | 22     |
| 12.   | 12       | Katie Lunette                             | My Home                         | 19         | 6               | 25     |
| 13.   | 20       | Cama                                      | Times Of Our Lives              | 9          | 17              | 26     |
| 14.   | 10       | Julian Heidrich                           | Australian Gate                 | 24         | 3               | 27     |
| 15.   | 28       | Freddy Sahin-Scholl                       | Butterfly                       | 4          | 24              | 28     |
| 16.   | 23       | Luttenberger*Klug                         | Sternenlichter                  | 21         | 11              | 32     |
| 17.   | 08       | Mary Broadcast Band                       | Who's Gonna Stop Me             | 25         | 8               | 33     |
| 18.   | 22       | Jean Nolan                                | Crazy                           | 18         | 15              | 33     |
| 19.   | 24       | Alf Poier & Die obersteirische Wolfshilfe | Happy Song                      | 11         | 22              | 33     |
| 20.   | 15       | Louie Austen                              | Make Your Move                  | 8          | 26              | 34     |
| 21.   | 18       | Petra Frey                                | Send A Little Smile             | 17         | 20              | 37     |
| 22.   | 14       | Robi Faustmann                            | Neuer Wind                      | 22         | 18              | 40     |
| 23.   | 11       | Any Major Dude                            | July                            | 16         | 25              | 41     |
| 24.   | 13       | Matara                                    | Why Do I                        | 27         | 19              | 46     |
| 25.   | 17       | Axel Wolph & The Feeltank Orchestra       | My Little Reminder              | 20         | 29              | 49     |
| 26.   | 27       | Missy May                                 | It's A Girl's Life              | 28         | 23              | 51     |
| 27.   | 26       | CoryBanTic                                | Try To Forget Her               | 30         | 21              | 51     |
| 28.   | 09       | Heinz aus Wien                            | É Cosi                          | 23         | 30              | 53     |
| 29.   | 19       | Lana J. Gordon                            | Ask The Universe                | 26         | 28              | 54     |
| 30    | 21       | Sellyy                                    | Lethargie                       | 29         | 27              | 56     |

### Phase 3: Fernsehsendung
Für die Fernsehshow wurde der Titel „Düsseldorf wir kommen!“ neu eingeführt. In der Show traten die ersten zehn mit ihren Liedern gegeneinander an. Mirjam Weichselbraun führte die Interviews mit den Kandidaten unmittelbar nach deren jeweiligen Auftritten, während Robert Kratky prominente Unterstützer zur Vorentscheidung befragte und Andi Knoll im sogenannten Green Room, wo sich die anderen Bewerber aufhielten, den momentanen Zustand der Musiker ermittelte. Bei der ersten Startnummer bandWG war aufgrund eines technischen Defekts zu Beginn nur der Gesang zu hören, weswegen am Ende der ersten Sendung der Auftritt wiederholt werden musste. Danach entschied das Publikum per SMS und Anruf. Anschließend durften sich die drei Finalisten nochmals dem Publikum stellen. Es gewann schließlich die Soulsängerin und ehemalige Starmania-Teilnehmerin Nadine Beiler vor der Hip-Hop-Gruppe Trackshittaz und der Reggaeband Klimmstein mit ihrem Partner Joe Sumner. Im Durchschnitt verfolgten 818.000 Zuschauer die Sendung, was einen Marktanteil von 37 Prozent beim Gesamtpublikum und 47 Prozent bei den 12- bis 49-Jährigen bedeutete.
Voting der Vorrunde
| Platz | Startnr. | Interpret                    | Lied                            | Zuschauerstimmen (in Prozent) |
| ----- | -------- | ---------------------------- | ------------------------------- | ----------------------------- |
| 01.   | 09       | Nadine Beiler                | The Secret is Love              | 34,95 %                       |
| 02.   | 06       | Trackshittaz                 | Oida taunz!                     | 24,27 %                       |
| 03.   | 08       | Klimmstein feat. Joe Sumner  | Paris, Paris                    | 12,54 %                       |
| 04.   | 10       | Richard Klein                | Bigger Better Best              | 5,69 %                        |
| 05.   | 05       | Eva K. Anderson              | I Will Be Here                  | 5,54 %                        |
| 06.   | 04       | Alkbottle                    | Wir san do ned zum Spaß         | 4,20 %                        |
| 07.   | 01       | BandWG                       | 10 Sekunden Glück               | 4,15 %                        |
| 08.   | 07       | Charlee                      | Good To Be Bad                  | 3,65 %                        |
| 09.   | 02       | Leo Aberer & Patricia Kaiser | There Will Never Be Another You | 3,08 %                        |
| 10.   | 03       | Oliver Wimmer                | Let Love Kick In                | 1,93 %                        |

Voting im Finale
| Platz | Startnr. | Interpret                   | Lied               | Zuschauerstimmen (in Prozent) |
| ----- | -------- | --------------------------- | ------------------ | ----------------------------- |
| 1.    | 9        | Nadine Beiler               | The Secret is Love | 46,73 %                       |
| 2.    | 6        | Trackshittaz                | Oida taunz!        | 32,87 %                       |
| 3.    | 8        | Klimmstein feat. Joe Sumner | Paris, Paris       | 20,41 %                       |